# تپه مه خونی
تپه مه خونی در شهرستان کوهدشت، بخش کونانی، ۳۰۰ متری شمال شرق چاه آب خسرو کونانی کاکه متری زن، ۹۰۰ متری شمال شهر کونانی واقع شده و این اثر در تاریخ ۱۸ اسفند ۱۳۸۷ با شمارهٔ ثبت ۲۵۲۸۵ به‌عنوان یکی از آثار ملی ایران به ثبت رسیده است.